# Jairo Arrieta
Jairo Arrieta Obando (ur. 25 sierpnia 1983 w Nicoyi) – piłkarz kostarykański grający na pozycji napastnika. Od 2017 roku jest zawodnikiem klubu Herediano.

## Kariera klubowa
Swoją karierę piłkarską Arrieta rozpoczął w klubie AD Guanacasteca. W 2003 roku zadebiutował w nim w kostarykańskiej Segunda División. W 2004 roku odszedł do Brujas FC. W 2006 roku został zawodnikiem Deportivo Saprissa. Wraz z Deportivo, w którym grał do 2012 roku, wygrał mistrzostwo Kostaryki (2006/2007), mistrzostwa fazy Apertura (2007/2008, 2008/2009) i Clausura (2007/2008, 2010).
W 2012 roku Arrieta przeszedł do grającego w Major League Soccer, Columbus Crew. Swój debiut w nim zanotował 15 lipca 2012 roku w przegranym 0:2 domowym meczu ze Sportingiem Kansas City. W grudniu 2014 roku w ramach MLS Expansion Draft, przeszedł do Orlando City.
| Sezon   | Klub               | Kraj              | Rozgrywki        | Mecze | Bramki |
| ------- | ------------------ | ----------------- | ---------------- | ----- | ------ |
| 2003/04 | AD Guanacasteca    | Kostaryka         | Segunda División | ?     | ?      |
| 2004/05 | Brujas FC          | Kostaryka         | Primera División | 29    | 5      |
| 2005/06 | Brujas FC          | Kostaryka         | Primera División | 27    | 6      |
| 2006/07 | Deportivo Saprissa | Kostaryka         | Primera División | 28    | 4      |
| 2007/08 | Deportivo Saprissa | Kostaryka         | Primera División | 27    | 3      |
| 2008/09 | Deportivo Saprissa | Kostaryka         | Primera División | 23    | 9      |
| 2009/10 | Deportivo Saprissa | Kostaryka         | Primera División | 23    | 2      |
| 2010/11 | Deportivo Saprissa | Kostaryka         | Primera División | 25    | 12     |
| 2011/12 | Deportivo Saprissa | Kostaryka         | Primera División | 36    | 15     |
| 2012    | Columbus Crew      | Stany Zjednoczone | MLS              | 18    | 9      |
| 2013    | Columbus Crew      | Stany Zjednoczone | MLS              | 26    | 3      |

## Kariera reprezentacyjna
W 2004 roku Arrieta wystąpił z kadrą olimpijską Kostaryki na igrzyskach olimpijskich w Atenach. W dorosłej reprezentacji Kostaryki Meneses zadebiutował 11 grudnia 2011 roku w zremisowanym 1:1 towarzyskim meczu z Kubą, rozegranym w Hawanie. W styczniu 2013 wygrał z Kostaryką Copa Centroamericana 2013. W tym samym roku dostał powołanie do kadry na Złoty Puchar CONCACAF 2013.